# Tả Quyền (chỉ huy quân sự)
Tả Quyền (左权) còn có tên Tả Kỷ Truyền (左纪传), tự Tư Lân (孳麟), hiệu Thúc Nhân (叔仁) (15 tháng 3 năm 1905 – 2 tháng 6 năm 1942), quê ở Hoàng Mao Lĩnh, Lễ Lăng, Chu Châu, tỉnh Hồ Nam, là một tướng lĩnh và sĩ quan tham mưu của Bát lộ quân trong kháng chiến chống Nhật.

## Tiểu sử
Ông tốt nghiệp khóa đầu tiên của Trường Quân sự Hoàng Phố. Tháng 1 năm 1925, Tả Quyền gia nhập Đảng Cộng sản Trung Quốc dưới sự giới thiệu của Trần Canh (陈赓) và Chu Dật Quần (周逸群), trong năm 1925, Tả Quyền trở thành Trung đội trưởng rồi Đại đội trưởng trong Quốc dân Cách mệnh quân, tham gia các trận chiến Đông chinh chống lại Dương Hy Minh (杨希闵), Lưu Chấn Hoàn (刘震寰), và tham gia dưới trướng Trình Tiềm (程潛) trong cuộc Bắc phạt tấn công lực lượng của Tôn Truyền Phương (孫傳芳) năm 1926. Sau đó ông được cử đi học tại Đại học Trung Sơn Moskva, đến tháng 9 năm 1927, Tả Quyền vào học tại Học viện quân sự Frunze, cũng trong thời kì này, ông bị chỉ trích vì "hành vi sai trái" và bị cảnh cáo cần dẫn nguồn.
Năm 1930, Tả Quyền về nước, vừa hoạt động giảng dạy quân sự tại trường đào tạo do Đảng Cộng sản tổ chức, vừa làm công tác tham mưu quân sự cùng với Vương Gia Tường (王稼祥), Lưu Bá Thừa (刘伯坚). Khi kháng chiến chống Nhật nổ ra, Tả Quyền cùng Chu Đức (朱德), Bành Đức Hoài (彭德怀), Bành Tuyết Phong (彭雪枫), Tiêu Khắc (萧克), Đặng Tiểu Bình (邓小平) chỉ huy Bát lộ quân của Quốc dân Cách mệnh quân. Tháng 8 năm 1940, trong Đại chiến Bách Đoàn và trận phòng thủ công binh xưởng Hoàng Nhai Động (黄崖洞), Tả Quyền đã chỉ huy quân đội giành thắng lợi trước cuộc vây hãm và tấn công của quân Nhật.

## Hy sinh
Ngày 23 tháng 5 năm 1942, 20000 quân Nhật tổ chức tấn công lên núi Thái Hàng, trấn Ma Điền, Tấn Trung, Sơn Tây. Sáng sớm ngày 25 tháng 5, chỉ huy sở của Bát lộ quân bị lộ, các chỉ huy Bành Đức Hoài, Tả Quyền, La Thụy Khanh (罗瑞卿), Vương Chính Trụ (王政柱), Dương Lập Tam (杨立三) tổ chức phá vây, Tả Quyền đem quân đến núi Tự Linh nhưng những người đi theo ông phần nhiều lại là cán bộ của trường đảng ít va chạm chiến đấu, ông hy sinh vì trúng đạn pháo của quân Nhật.

## Tưởng nhớ
Năm 1942, nơi ông hy sinh được đổi tên từ huyện Liêu thành huyện Tả Quyền. Năm 1950, ông được cải táng về Nghĩa trang liệt sĩ Tấn Ký Lỗ ở Hàm Đan, tỉnh Hà Bắc, nhưng mãi đến năm 1982, Ủy ban Trung ương Đảng Cộng sản Trung Quốc mới ra Nghị quyết phục hồi cho Tả Quyền.
Tại Đài Loan, năm 2014, trong hoạt động kỷ niệm 70 năm chiến thắng chống phát-xít Nhật, Bộ Quốc phòng Trung Hoa Dân quốc phát hành lịch kỷ niệm và liệt Tả Quyền vào danh sách các liệt sĩ đã hy sinh.